# Mètode de discretització del gradient

Solució exacta del problema de p -Laplace al domini [0,1] amb (línia negra) i una aproximada (línia blava) calculada amb el mètode de Galerkin discontinu de primer grau connectat al GDM (malla uniforme amb 6 elements).

En matemàtiques numèriques, el mètode de discretització del gradient (GDM) és un marc que conté esquemes numèrics clàssics i recents per a problemes de difusió de diversos tipus: lineals o no lineals, en estat estacionari o dependents del temps. Els esquemes poden ser conformes o no conformes, i poden basar-se en malles poligonals o polièdriques molt generals (o fins i tot poden ser sense malla).
Calen algunes propietats bàsiques per demostrar la convergència d'un GDM. Aquestes propietats bàsiques permeten proves completes de convergència del GDM per a problemes el·líptics i parabòlics, lineals o no lineals. Per a problemes lineals, estacionaris o transitoris, es poden establir estimacions d'error a partir de tres indicadors específics del GDM (les quantitats {\displaystyle C_{D}}, {\displaystyle S_{D}} i {\displaystyle W_{D}}). Per a problemes no lineals, les demostracions es basen en tècniques de compacitat i no requereixen cap suposició de regularitat forta no física sobre la solució o les dades del model. Els models no lineals per als quals s'ha dut a terme aquesta prova de convergència del GDM inclouen: el problema de Stefan que està modelant un material en fusió, fluxos de dues fases en medis porosos, l'equació de Richards del flux d'aigua subterrània, el Leray totalment no lineal. —Equacions dels lleons.

Se sap que qualsevol esquema que entri al marc GDM convergeix en tots aquests problemes. Això s'aplica en particular als elements finits conformes, elements finits mixtes, elements finits no conformes i, en el cas d'esquemes més recents, el mètode de Galerkin discontinu, el mètode mimètic mixt híbrid, el mètode de diferència finita mimètica nodal, alguns esquemes de volum finit de dualitat discreta., i alguns esquemes d'aproximació de flux multipunt.

## L'exemple d'un problema de difusió lineal
Considereu l'equació de Poisson en un domini obert acotat {\displaystyle \Omega \subset \mathbb {R} ^{d}}, amb condició de límit de Dirichlet homogènia

| {\displaystyle -\Delta {\overline {u}}=f,} | \| \| \| \| \| \| \| \| | (1) |
|                                            |                         |     |
|                                            |                         |     |
on {\displaystyle f\in L^{2}(\Omega )}. El sentit habitual de solució feble a aquest model és:

| {\displaystyle {\mbox{Find }}{\overline {u}}\in H_{0}^{1}(\Omega ){\mbox{ such that, for all }}{\overline {v}}\in H_{0}^{1}(\Omega ),\quad \int _{\Omega }\nabla {\overline {u}}(x)\cdot \nabla {\overline {v}}(x)dx=\int _{\Omega }f(x){\overline {v}}(x)dx.} | \| \| \| \| \| \| \| \| | (2) |
| |                         |     |
| |                         |     |
En poques paraules, el GDM per a aquest model consisteix a seleccionar un espai de dimensions finites i dos operadors de reconstrucció (un per a les funcions i un per als gradients) i substituir aquests elements discrets en lloc dels elements continus a (2). Més precisament, el GDM comença definint una Discretització de Gradient (GD), que és un triplet {\displaystyle D=(X_{D,0},\Pi _{D},\nabla _{D})}, on:
- el conjunt d'incògnites discretes {\displaystyle X_{D,0}} és un espai vectorial real de dimensions finites,
- la reconstrucció de la funció {\displaystyle \Pi _{D}~:~X_{D,0}\to L^{2}(\Omega )} és un mapeig lineal que reconstrueix, a partir d'un element de {\displaystyle X_{D,0}}, una funció acabada {\displaystyle \Omega } ,
- la reconstrucció del gradient {\displaystyle \nabla _{D}~:~X_{D,0}\to L^{2}(\Omega )^{d}} és un mapeig lineal que reconstrueix, a partir d'un element de {\displaystyle X_{D,0}}, un "gradient" (funció amb valors vectorials). {\displaystyle \Omega }. Aquesta reconstrucció del gradient s'ha de triar de manera que {\displaystyle \Vert \nabla _{D}\cdot \Vert _{L^{2}(\Omega )^{d}}} és una norma {\displaystyle X_{D,0}}.[4]